# A Bohóc epizódjainak listája
Ez a lap A Bohóc című sorozat epizódjait listázza.

## Évados áttekintés
| Évad | Évad | Epizódok | Eredeti sugárzás    | Eredeti sugárzás   | Eredeti adó |
| Évad | Évad | Epizódok | Évadpremier         | Évadfinálé         | Eredeti adó |
| ---- | ---- | -------- | ------------------- | ------------------ | ----------- |
|      | 1    | 7        | 1998. április 21.   | 1998. június 2.    | RTL         |
|      | 2    | 8        | 1998. szeptember 8. | 1998. október 27.  | RTL         |
|      | 3    | 12       | 1999. szeptember 9. | 1999. december 2.  | RTL         |
|      | 4    | 6        | 2000. október 10.   | 2000. november 14. | RTL         |
|      | 5    | 6        | 2001. április 10.   | 2001. június 5.    | RTL         |
|      | 6    | 6        | 2001. szeptember 6. | 2001. október 11.  | RTL         |

## Pilot film (1996)
| Sor. | Év. | Cím                              | Rendező      | Író          | Premier                            |
| ---- | --- | -------------------------------- | ------------ | ------------ | ---------------------------------- |
| 1.   | 1.  | A leszámolás 1. rész (Der Clown) | Hermann Joha | Claude Cueni | 1996. november 3. 1999. január 18. |

## 1. évad (1998)
| Sor. | Év. | Cím                                             | Rendező        | Író                              | Premier                            |
| ---- | --- | ----------------------------------------------- | -------------- | -------------------------------- | ---------------------------------- |
| 1.   | 1.  | A leszámolás 2. rész (Der Clown 2: Feindschaft) | Connie Walther | Matthias Herbert                 | 1998. április 21. 1999. január 20. |
| 2.   | 2.  | A pénzmosás (Dreckiges Geld)                    | Sigi Rothemund | Michel Birbaek                   | 1998. április 28.                  |
| 3.   | 3.  | Zsarolás (Tod durch Erpressung)                 | Sigi Rothemund | Michel Birbaek                   | 1998. május 5.                     |
| 4.   | 4.  | Bajtársak (Waffenbrüder)                        | Sven Severin   | Stefan Barth és Christian Zübert | 1998. május 12. 1999. január 27.   |
| 5.   | 5.  | Harlekin (Harlekin)                             | Sigi Rothemund | Stefan Barth és Christian Zübert | 1998. május 19. 1999. február 17.  |
| 6.   | 6.  | Raszputyin árnyékai (Die Schatten Rasputins)    | Sigi Rothemund | Stefan Barth és Christian Zübert | 1998. május 26. 1999. február 24.  |
| 7.   | 7.  | A párbaj (Das Duell)                            | Sven Severin   | Michel Birbaek                   | 1998. június 2. 1999. február 3.   |

## 2. évad (1998)
| Sor. | Év. | Cím                                           | Rendező               | Író                                                                                    | Premier                              |
| ---- | --- | --------------------------------------------- | --------------------- | -------------------------------------------------------------------------------------- | ------------------------------------ |
| 8.   | 1.  | A randevú (Tödliche Begegnung)                | Raoul Heimrich        | Stefan Barth, Christian Zübert és Stefanie Tücking                                     | 1998. szeptember 8. 1999. május 12.  |
| 9.   | 2.  | Szabadesés (Freifall)                         | Sigi Rothemund        | Stefan Barth és Christian Zübert                                                       | 1998. szeptember 15. 1999. május 19. |
| 10.  | 3.  | Yakuzák (Yakuza)                              | Sigi Rothemund        | Xaõ Seffcheque                                                                         | 1998. szeptember 22. 1999. május 26. |
| 11.  | 4.  | A Lindenberg bébi (Lindenbergbaby)            | Raoul Heimrich        | Michel Birbaek, Kai Karsten és Raimund Maessen                                         | 1998. szeptember 29. 1999. június 2. |
| 12.  | 5.  | Kutyaszorítóban 1. rész (In der Zange Teil 1) | Matthias Tiefenbacher | Történet: Michael Illner és Scarlett Kleint Tévéjáték: Nico Chiriatti és Peter Szigeti | 1998. október 6. 1999. június 9.     |
| 13.  | 6.  | Kutyaszorítóban 2. rész (In der Zange Teil 2) | Matthias Tiefenbacher | Történet: Scarlett Kleint Tévéjáték: Nico Chiriatti és Peter Szigeti                   | 1998. október 13. 1999. június 16.   |
| 14.  | 7.  | Zuhanás (Absturz)                             | Raoul Heimrich        | Stefan Barth és Christian Zübert                                                       | 1998. október 20.                    |
| 15.  | 8.  | A halál angyala (Todesengel)                  | Raoul Heimrich        | Stefan Barth és Christian Zübert                                                       | 1998. október 27.                    |

## 3. évad (1999)
| Sor. | Év. | Cím                                             | Rendező         | Író                                                                 | Premier                                |
| ---- | --- | ----------------------------------------------- | --------------- | ------------------------------------------------------------------- | -------------------------------------- |
| 16.  | 1.  | Sötét üzelmek (Schmutzige Geschäfte)            | Raoul Heimrich  | Történet: Stefan Barth és Christian Zübert Tévéjáték: Thomas Brandt | 1999. szeptember 9.                    |
| 17.  | 2.  | A játszma vége (Feierabend)                     | Raoul Heimrich  | Stefan Barth és Christian Zübert                                    | 1999. szeptember 16.                   |
| 18.  | 3.  | Szép kis vakáció 1. rész (Schöne Ferien Teil 1) | Sigi Rothemund  | Stefan Barth és Christian Zübert                                    | 1999. szeptember 23. 2001. március 17. |
| 19.  | 4.  | Szép kis vakáció 2. rész (Schöne Ferien Teil 2) | Sigi Rothemund  | Stefan Barth és Christian Zübert                                    | 1999. szeptember 30. 2001. március 24. |
| 20.  | 5.  | Rémület a levegőben (Mayday)                    | Michael Wenning | Nico Chiriatti és Peter Szigeti                                     | 1999. október 7. 2001. március 31.     |
| 21.  | 6.  | Rombolásra programozva (Handyman)               | Michael Wenning | Ralf Löhnhardt                                                      | 1999. október 14. 2001. április 14.    |
| 22.  | 7.  | Gyilkos hullámok (Flash)                        | Sven Severin    | Ralf Löhnhardt                                                      | 1999. október 21. 2001. április 7.     |
| 23.  | 8.  | Patkányfogó (Der Rattenfänger)                  | Sven Severin    | Ivo Pala                                                            | 1999. november 4. 2001. április 21.    |
| 24.  | 9.  | Kalandos születésnap (Happy Birthday)           | Sigi Rothemund  | Stefan Barth és Christian Zübert                                    | 1999. november 11. 2001. május 5.      |
| 25.  | 10. | A csodagyerek (Das Wunderkind)                  | Stephen Manuel  | Enrico Jakob                                                        | 1999. november 18. 2001. május 12.     |
| 26.  | 11. | Apák napja (Vatertag)                           | Sigi Rothemund  | Ricky Nippozano                                                     | 1999. november 25. 2001. április 28.   |
| 27.  | 12. | Időutazás (Der Hofnarr)                         | Sven Severin    | Stefan Barth és Christian Zübert                                    | 1999. december 2. 2001. május 19.      |

## 4. évad (2000)
| Sor. | Év. | Cím                                                  | Rendező         | Író                            | Premier                             |
| ---- | --- | ---------------------------------------------------- | --------------- | ------------------------------ | ----------------------------------- |
| 28.  | 1.  | Az oroszlán torkában (In der Höhle des Löwen)        | Stephen Manuel  | Michaela Rudolph               | 2000. október 10. 2007. július 11.  |
| 29.  | 2.  | A hajsza (Hetzjagd)                                  | Stephen Manuel  | Ivo Pala                       | 2000. október 17. 2002. július 4.   |
| 30.  | 3.  | A merénylő (Knast)                                   | Carmen Kurz     | Ricky Nippozano                | 2000. október 24. 2001. május 26.   |
| 31.  | 4.  | A legjobb parti (Aasgeier)                           | Michael Kreindl | Stefan Barth és Michel Birbaek | 2000. október 31. 2002. június 27.  |
| 32.  | 5.  | A kölni kapcsolat 1. rész (Kölsch Connection Teil 1) | Sigi Rothemund  | Sigi Rothemund                 | 2000. november 7. 2001. június 16.  |
| 33.  | 6.  | A kölni kapcsolat 2. rész (Kölsch Connection Teil 2) | Sigi Rothemund  | Sigi Rothemund                 | 2000. november 14. 2001. június 23. |

## 5. évad (2001)
| Sor. | Év. | Cím                                        | Rendező           | Író                              | Premier                            |
| ---- | --- | ------------------------------------------ | ----------------- | -------------------------------- | ---------------------------------- |
| 34.  | 1.  | A csapda (Die Falle)                       | Carmen Kurz       | Ricky Nippozano                  | 2001. április 10. 2001. június 2.  |
| 35.  | 2.  | A láthatatlan fegyver (Unsichtbarer Feind) | Sven Severin      | Manfred Birkel és Walter Steffen | 2001. április 17. 2002. június 20. |
| 36.  | 3.  | Visszaszámlálás (60 Minuten)               | Axel Barth        | Roland Heep és Frank Koopmann    | 2001. május 8. 2002. július 18.    |
| 37.  | 4.  | Szervkereskedők (Vollnarkose)              | Michael Schneider | Stefan Barth és Christian Zübert | 2001. május 15. 2001. június 30.   |
| 38.  | 5.  | Füstölgö Colt-ok (Rauchende Colts)         | Michael Schneider | Stefan Barth és Christian Zübert | 2001. május 29. 2001. június 9.    |
| 39.  | 6.  | Féltestvérek (Schwesterherz)               | Axel Barth        | Stefan Barth                     | 2001. június 5. 2002. július 25.   |

## 6. évad (2001)
| Sor. | Év. | Cím                              | Rendező          | Író                            | Premier                                  |
| ---- | --- | -------------------------------- | ---------------- | ------------------------------ | ---------------------------------------- |
| 40.  | 1.  | Kincsvadászok (Schutzgeld)       | Michael Kreindl  | Stefan Barth és Michel Birbaek | 2001. szeptember 6. 2002. augusztus 1.   |
| 41.  | 2.  | Hirtelen halál (Lautloser Tod)   | Michael Kreindl  | Jeannette Mohr                 | 2001. szeptember 13. 2002. augusztus 8.  |
| 42.  | 3.  | Amnézia (Gedächtnisschwund)      | Marc Schölermann | Roland Heep és Frank Koopmann  | 2001. szeptember 20. 2002. augusztus 15. |
| 43.  | 4.  | Hajtóvadászat (Die Elster)       | Marc Schölermann | Nina Flint                     | 2001. szeptember 27. 2002. augusztus 29. |
| 44.  | 5.  | Időzített bomba (Stirb langsam)  | Sigi Rothemund   | Ricky Nippozano                | 2001. október 4. 2002. november 9.       |
| 45.  | 6.  | A gyanú árnyéka (Unter Verdacht) | Sigi Rothemund   | Ricky Nippozano                | 2001. október 11. 2002. november 16.     |